# Pedro Pascal
José Pedro Balmaceda Pascal (n. 2 aprilie 1975, Santiago de Chile, Chile) este un actor chiliano-american. Pascal i-a portretizat pe Oberyn Martell în cel de-al patrulea sezon al serialului de fantezie HBO Urzeala tronurilor și pe Javier Peña în seria biografică Netflix Narcos. A jucat în rolul mercenarului Pero Tovar în Marele Zid din 2016; al agentului Whisky în Kingsman: Cercul de Aur din 2017, al lui Dave York în The Equalizer 2 din 2018; și în rolul Francisco „Catfish” Morales în drama Triple Frontier din 2019.
Pascal joacă personajul din seria Disney + Star Wars The Mandalorian (2019 - prezent) și va apărea ca Maxwell Lord în filmul Warner Bros. Femeia fantastică 1984 în 2021.

## Viața timpurie și educația
Pascal s-a născut în Santiago de Chile. Mama sa, Verónica Pascal Ureta, a fost psiholog pentru copii, iar tatăl său, José Balmaceda, este medic specialist în fertilizare in vitro; fratele său mai mic, Lucas Balmaceda, este actor în Chile. Pascal are rădăcini spaniole după un bunic basc și după o bunică din Mallorca.
Părinții lui Pascal au fost susținătorii lui Allende și au fost implicați în mișcarea de opoziție împotriva dictaturii militare a lui Augusto Pinochet în Chile în perioada nașterii lui Pascal.  Din această cauză, la scurt timp după naștere, familia lui Pascal a primit azil politic în Danemarca. Familia s-a mutat în cele din urmă în Statele Unite, iar Pascal a fost crescut în Orange County, California și San Antonio, Texas. Pascal a fost implicat în înotul competitiv în primii ani și a luat parte la campionatele de stat din Texas la vârsta de 11 ani, dar a încetat imediat înotul competitiv după ce a intrat în clasa de teatru. A studiat actoria la Orange County School of the Arts și la Tisch School of the Arts de la New York University.

## Filmografie
| An   | Titlu                                   | Rol                              | Note            |               |
| ---- | --------------------------------------- | -------------------------------- | --------------- | ------------- |
| 2005 | Hermanas                                | Steve                            |                 |               |
| 2008 | I Am That Girl                          | Noah                             |                 |               |
| 2011 | Gardienii destinului                    | Paul De Santo                    |                 |               |
| 2011 | Sweet Little Lies                       | Paulino                          |                 |               |
| 2015 | Bloodsucking Bastards                   | Max                              |                 |               |
| 2015 | Sweets                                  | Twin Peter                       |                 |               |
| 2016 | Marele Zid                              | Pero Tovar                       |                 |               |
| 2017 | Kingsman: Cercul de Aur                 | Jack Daniels / agentul Whiskey   |                 |               |
| 2018 | Prospect                                | Ezra                             |                 |               |
| 2018 | The Equalizer 2                         | Dave York                        |                 |               |
| 2018 | If Beale Street Could Talk              | Pietro Alvarez                   |                 |               |
| 2019 | Triple Frontier                         | Franscisco "Catfish" Morales     |                 |               |
| 2020 | Femeia fantastică 1984                  | Maxwell Lord                     |                 | [ 15 ] [ 16 ] |
| 2020 | We Can Be Heroes                        | Marcus Moreno                    |                 | [ 17 ]        |
| 2022 | The Unbearable Weight of Massive Talent | Javi Gutierrez                   |                 | [ 18 ]        |
| 2022 | The Bubble                              | Dieter Bravo                     |                 | [ 19 ]        |
| 2022 | House Comes with a Bird                 | Nico                             | Short film      | [ 20 ]        |
| 2023 | Strange Way of Life                     | Silva                            | Short film      | [ 21 ] [ 22 ] |
| 2024 | Freaky Tales                            | Clint                            |                 | [ 23 ]        |
| 2024 | Drive-Away Dolls                        | Santos                           | Cameo           | [ 24 ]        |
| 2024 | The Uninvited                           | Lucien Flores                    |                 | [ 25 ]        |
| 2024 | The Wild Robot †                        | Fink (voice)                     | Post-production | [ 26 ]        |
| 2024 | Gladiator II †                          | Marcus Acacius                   | Post-production | [ 27 ]        |
| 2025 | The Fantastic Four: First Steps †       | Reed Richards / Mister Fantastic | Filming         | [ 28 ]        |
| 2026 | The Mandalorian & Grogu †               | The Mandalorian / Din Djarin     | Filming         | [ 29 ]        |
| TBA  | Eddington †                             | Mayor Ted Garcia                 | Post-production | [ 30 ] [ 31 ] |
| TBA  | Materialists †                          | TBA                              | Post-production | [ 32 ] [ 33 ] |

| An           | Titlu                             | Rol                                  | Note                                  |
| ------------ | --------------------------------- | ------------------------------------ | ------------------------------------- |
| 1999         | Good vs. Evil                     | Gregor New                           | Episodul: "Gee Your Hair Smells Evil" |
| 1999         | Downtown                          | Pedro Balmaceda                      | Rol de voce; episodul: "Hot Spot"     |
| 1999         | Undressed                         | Greg                                 | 3 episoade                            |
| 1999         | Buffy, spaima vampirilor          | Eddie                                | Episodul: "The Freshman"              |
| 2000         | Touched by an Angel               | Ricky                                | Episodul: "Stealing Hope"             |
| 2001         | NYPD Blue                         | Shane "Dio" Morrissey                | Episodul: "Oh Golly Goth"             |
| 2001         | Earth vs. the Spider              | Goth Guy                             | film pentru televiziune               |
| 2006         | Law & Order: Criminal Intent      | Reggie Luckman                       | Episodul: "Weeping Willow"            |
| 2006         | Without a Trace                   | Kyle Wilson                          | Episodul: "Candy"                     |
| 2008         | Law & Order                       | Tito Cabassa                         | Episodul: "Tango"                     |
| 2009         | Law & Order: Criminal Intent      | Kevin "Kip" Green                    | Episodul: "The Glory That Was..."     |
| 2009–2011    | Soția perfectă                    | Nathan Landry                        | 6 episoade                            |
| 2010         | Nurse Jackie                      | Steve                                | Episodul: "Twitter"                   |
| 2011         | Lights Out                        | Omar Assarian                        | 4 episoade                            |
| 2011         | Brothers & Sisters                | Zach Wellison                        | 2 episoade                            |
| 2011         | Law & Order: Special Victims Unit | agentul special Greer                | Episodul: "Smoked"                    |
| 2011         | Charlie's Angels                  | Frederick Mercer                     | Episode: "Angels in Paradise"         |
| 2011         | Femeia fantastică                 | Ed Indelicato                        | episod pilot                          |
| 2011         | Burn Notice: The Fall of Sam Axe  | Comandantul Veracruz                 | film de televiziune                   |
| 2012         | Body of Proof                     | Zack Goffman                         | Episodul: "Falling for You"           |
| 2012         | CSI: Crime Scene Investigation    | Kyle Hartley                         | Episodul: "Malice in Wonderland"      |
| 2013         | Nikita                            | Liam                                 | Episodul: "Aftermath"                 |
| 2013         | Red Widow                         | Jay Castillo                         | 4 episoade                            |
| 2013         | Graceland                         | Juan Badillo                         | 9 episoade                            |
| 2013         | Homeland                          | David Portillo                       | Episodul: "Tin Man Is Down"           |
| 2013         | The Sixth Gun                     | agentul special Ortega               | Pilot                                 |
| 2014         | În mintea criminalului            | Marcus Pike                          | 7 episoade                            |
| 2014         | Exposed                           | Oscar Castro Vargas                  | Pilot                                 |
| 2014         | Urzeala tronurilor                | Oberyn Martell                       | 7 episoade                            |
| 2015–2017    | Narcos                            | Javier Peña                          | Rol principal (sezoanele 1-3)         |
| 2019–prezent | The Mandalorian                   | The Mandalorian / Mando / Din Djarin | Rol principal                         |